# Roland Sandberg
Roland Sandberg (Karlskrona, 1946. december 16. –)  svéd válogatott labdarúgó.

## Pályafutása

### A válogatottban
1969 és 1976 között 37 alkalommal szerepelt a svéd válogatottban és 15 gólt szerzett. Részt vett az 1974-es világbajnokságon.

## Sikerei, díjai
Åtvidaberg FF
- Svéd bajnok (2): 1972, 1973
- Svéd kupa (2): 1970, 1971

Kaiserslautern
- Német kupadöntős (1): 1975–76

Egyéni
- A svéd bajnokság gólkirálya (2): 1971 (17 gól), 1972 (16 gól, (Ralf Edströmmel megosztva))